# Edificio Celebra (Montevideo)
Es un edificio de oficinas ubicado dentro del complejo Zonamerica, en el barrio Villa García de Montevideo. 

## Construcción
Fue construido en el marco del aniversario de Zonamérica en Uruguay, el proyecto de construcción estuvo a cargo de los arquitectos Carlos Ott y Carlos Ponce de León. El edificio se caracterizó por ser una construcción amigable con el medio ambiente, principalmente  en la eficiencia energética. Consta de un total de 10.000 m², ocho niveles y un amplio auditorio.

## Empresas
- GSCF S.A.
- Advise WM
- Verifone
- Fundamenta Capital S.A.
- Jardín Café
- Banco BBVA
- Wystam
- Tebrisa S.A.
- Abbott Operations Uruguay S.R.L.
- Perterra
- Patria
- AIRBUS
- AGD Trade
- ACI
- CBC Intl S.A.
- EFG
- Globalfolio S.A.
- Aqva
- Trident Trust
- Beman Group
- Syz WM

## Distinciones
- Mejor Edificio de Oficinas del mundo, en el marco de la entrega de los International Property Awards[4]
- Certificación Leed Gold por la U.S. Green Building Council.